# Будиловка (Орловская область)
Будиловка — деревня в Ливенском районе Орловской области России.
Входит в состав Островского сельского поселения.

## География
Находится западнее деревни Соловьёвка вдоль автомобильной трассы 54К-12. Просёлочной дорогой соединена с Соловьёвкой.

## Население
| 2010 |
| ---- |
| 25   |